# Pro Electron
Pro Electron è un'organizzazione europea non profit che, nel campo dei componenti elettronici attivi, ha lo scopo di standardizzare il codice di riconoscimento (nome) assegnato ad ogni dispositivo. 
In questo modo un componente elettronico prodotto da varie industrie ha lo stesso nome e le stesse caratteristiche elettriche. Ad esempio il nome BC237 indica un transistor conforme alle specifiche Pro Electron.
La codifica riguarda:
- semiconduttori
- display a cristalli liquidi (LCD)
- sensori
- valvole termoioniche
- tubi catodici

Pro Electron nasce a Bruxelles in (Belgio) nel 1966. Nel 1983 diventa un'agenzia della European Electronic Component Manufacturers Association (EECA).
L'obiettivo della Pro Electron è di eliminare ambiguità nell'identificazione dei componenti elettronici realizzati da costruttori diversi. Per ottenere questo il costruttore di un nuovo dispositivo lo registra all'agenzia che gli assegna un codice preciso (nome). È responsabilità degli altri produttori quando immettono sul mercato un componente con quel nome di rispettare tutte le caratteristiche del componente registrato.

## Membri dell'associazione
I soci membri dell'agenzia sono:
- Datang Microelectronics Technology Co., Ltd. (DMT) [1]
- Infineon Technologies
- NXP [2]
- Samsung
- STMicroelectronics
- Thomson

## La codificaPro Electron
Vengono riportati alcuni esempi comuni. Per informazioni più dettagliate fare riferimento al documento  nelle note.

### Semiconduttori discreti
Il codice è costituito da due lettere seguite da un numero seriale.
La prima lettera:
- A – Germanio o altro materiale con banda proibita tra 0,6 e 1,0 eV
- B – Silicio o altro materiale con banda proibita da 1,0 a 1,3 eV
- C – Arseniuro di gallio o altro materiale con banda proibita di 1,3 eV o più
- D – Ceramico
- R – Materiale composto (ad esempio: solfuro di cadmio)

La seconda lettera:
- A – Diodo di segnale e bassa potenza [4]
- B - Diodo a capacità variabile
- C - Transistor di bassa potenza per frequenze audio [5]
- D - Transistor di potenza [6] per frequenze audio
- E - Diodo Tunnel
- F - Transistor di bassa potenza per alte frequenze
- G - Dispositivi multipli
- L - Transistor di potenza per alte frequenze
- N - Fotoaccoppiatore
- Q - Generatori di radiazione; diodi LED, diodi Laser [3]
- R - Dispositivi di controllo e commutazione di bassa potenza (ad esempio: tiristori, DIAC, triac, transistori unigiunzione, relè a stato solido, opto-triac) [3]
- S - Transistor di bassa potenza per commutazione
- T - Dispositivi di controllo e commutazione per alte potenze (esempio: tiristori o triac) [3]
- U - Transistor di potenza per commutazione
- W - Dispositivi Surface acoustic wave (SAW)
- Y - Diodo rettificatore e simili [7]
- Z - Diodi Zener e soppressori[3]

Eventuale terza lettera e numero:
segue un numero di tre o quattro cifre o una lettera con un numero di tre cifre assegnati da Pro Electron.

## Esempi di codificaPro Electron
- BC807 (transistor) - La B indica un componente in silicio; C indica che si tratta di un transistor; 807 è un numero seriale assegnato al componente
- BY133 (diodo raddrizzatore) - B (componente in silicio); Y indica che si tratta di un diodo rettificatore; segue il numero assegnato al componente
- CQY36N (Fotodiodo emettitore nell'infrarosso) - C indica un componente in arseniuro di gallio; Q indica un componente che emette radiazioni (si tratta di un LED)
- A63EAA00XX01 - Tubo catodico per TV a colori
- SAA1300 - Circuito integrato digitale